# اردک‌تباران افراشته‌دم
اردک‌تباران افراشته‌دم (نام علمی: Oxyurini) نام یک زیرخانواده از تیره مرغابیان است.